# Pałac w Piotrkowicach (gmina Prusice)
Pałac w Piotrkowicach – renesansowy pałac, poddany barokizacji w 1693 r. w Piotrkowicach – wsi w Polsce, w województwie dolnośląskim, w powiecie trzebnickim, w gminie Prusice.

## Historia
W średniowieczu wieś należała do rodziny von Prittwitz (1392 r.), która od nazwy wsi przyjęła nazwisko. Założenie pałacowe w Piotrkowicach było własnością znanych rodzin arystokratycznych m.in. Kosligów, Nostitzów (od 1574 r.), von Maltzanów (właścicieli księstwa stanowego w Miliczu od 1684 r.), Colonna, von Danckelmanów (od 1787 r.)

## Opis
Trzypiętrowy pałac wybudowany na planie prostokąta, kryty wysokim czterospadowym dachem mansardowym. Pierwotny obiekt z połowy XVI w. (posiadający gotyckie piwnice) na co wskazują zachowane detale architektoniczne (opaski okienne i drzwiowe) oraz konstrukcyjne (bogato zdobione belki stropowe datowane na ok. 1565 r.), również nieregularność podziałów fasad. Na parterze sklepienia z manierystyczną dekoracją rollwerkową oraz sala z barokowymi stiukami z herbem von Maltzanów. Obecny kształt fasady nadany w okresie baroku ok. 1693 r. Dekoracja stiukowa unikalna w Europie Środkowej o proweniencji północno-włoskiej (autor Giovanni Simonetti aktywny m.in. we Wrocławiu, Lipsku, Berlinie). Fasada pałacu wykazuje stylistyczne podobieństwa do wystroju Pałacu opatów klasztoru cysterskiego w Lubiążu (1690-92) uznanego za jedno z największych i najcenniejszych artystycznie realizacji barokowych w Europie. Elewacje pokrywa bogaty program sztukatorski, zamieniający podziały architektoniczne na ramy dla dekoracji groteskowej i roślinnej. Na wyższych kondygnacjach artykulacja pilastrami o toskańsko-kompozytowych kapitelach zwieńczonymi koroną hrabiowską. Powiązania stylistyczne ze Starą Giełdą w Lipsku (Alte Borse) mogą wskazywać na aktywność w Piotrkowicach architekta Giełdy Johann Georg Starcke.

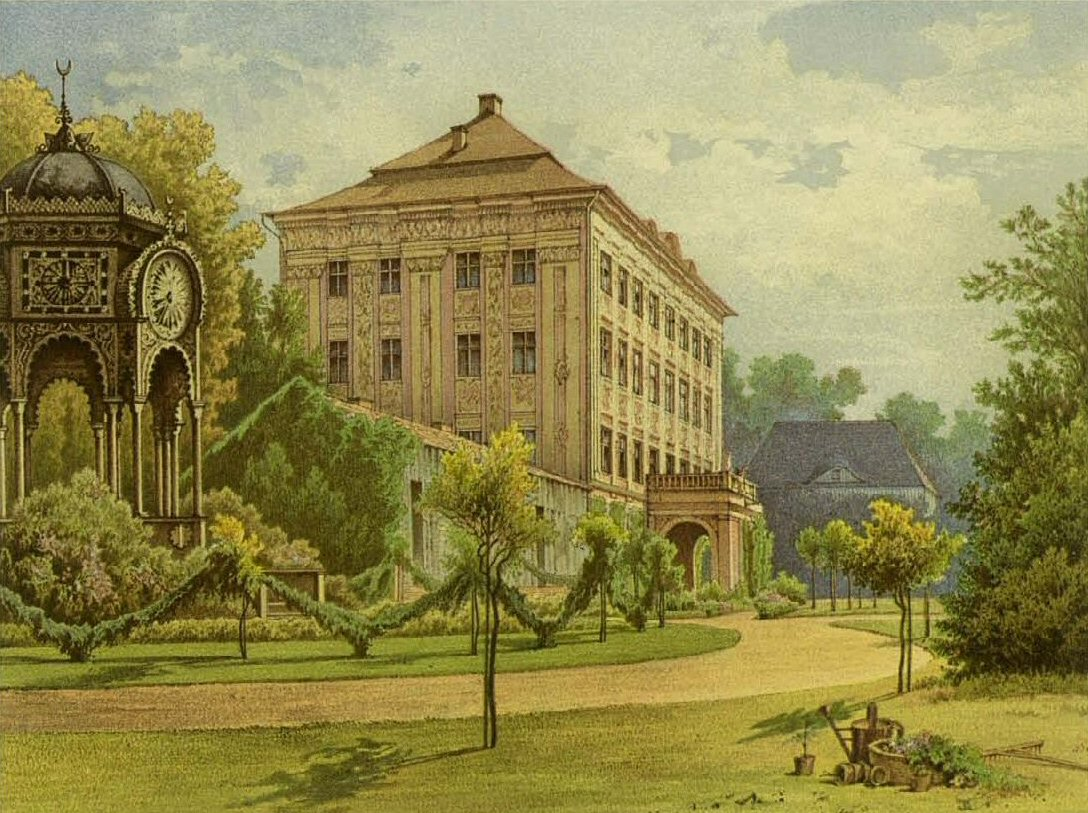
Pałac w drugiej poł. XIX w.

Pałac restaurowany w XIX w. przez rodzinę Danckelmanów bez zatarcia cech stylowych. Wyjątkowej urody fasada o dekoracji sztukatorskiej stawiająca obiekt wśród najwybitniejszych realizacji barokowych w Europie Środkowej. Dekoracja Pałacu wykazuje silne pokrewieństwo stylistyczne z barokowym wystrojem Opactwa Cystersów w Lubiążu uznawanym za arcydzieło sztuki barokowej na Śląsku.
Obiekt jest częścią zespołu pałacowego, na który składają się: park, mauzoleum rodziny von Danckelman z 1850 r. oraz założenie folwarczne w skład którego wchodzą: spichrz z pierwszej połowy XIX w. oraz ujeżdżalnia o bogatej dekoracji fryzu, stajnia z mieszkaniami służby oraz rządcówka, wszystkie w jednolitym eleganckim stylu neogotyckim z poł. XIX w. Ogród barokowy przekształcony w XIX w. w park krajobrazowy z dwoma stawami i romantycznym Mauzoleum rodowym. W parku dęby o charakterystyce pomników przyrody, ponad 500-letnie.